# Manuel da Glória Santos
Manuel da Glória Santos, (Lagos, 8 de Abril de 1907 - Lagos, 16 de Novembro de 1996), foi um bombeiro e vereador português.

## Biografia

### Primeiros anos e família
Nasceu na cidade de Lagos, em 8 de Abril de 1907, sendo filho de Francisco da Glória Santos e Carolina da Conceição Glória Santos.

### Carreira profissional e política
Em 3 de Agosto de 1932, alistou-se, como aspirante, no corpo de bombeiros de Lagos, tendo sido promovido, a bombeiro de 2.ª classe em 6 de Junho de 1933, e de 1.ª classe em 6 de Setembro do mesmo ano. Em 1 de Maio de 1945, pediu licença, para desempenhar o cargo de fiscal do cais do Porto de Portimão. Posteriormente, regressou aos bombeiros de Lagos, tendo atingido os postos de comandante interino em 25 de Janeiro de 1948, de ajudante de comando em 1953, e comandante em 20 de Junho de 1974. Em 18 de Março de 1984, passou ao quadro honorífico, com a patente de comandante.
Exerceu, igualmente, como vereador na Câmara Municipal de Lagos, entre 1960 e 1963.

### Falecimento
Morreu em Lagos, em 16 de Novembro de 1996.

## Prémios e homenagens
Recebeu, em 1988, a medalha de ouro de Serviços Distintos.
A Câmara Municipal de Lagos decidiu colocar, numa reunião de 21 de Agosto de 2002, o seu nome numa rua da Freguesia de Santa Maria.